# Abram Ioffe
Abram Fiódorovich (o Fyódorovich) Ioffe (en ruso: Абра́м Фёдорович Ио́ффе), 29 de octubre de 1880 [17 de octubre gregoriano] – 14 de octubre de 1960, fue un prominente físico ruso de la etapa soviética. Ioffe era un experto en electromagnetismo, radiología, cristales, física de alta energía, termoelectricidad y fotoelectricidad. Fundó laboratorios dedicados a la investigación sobre radiactividad, superconductividad, y física nuclear, transformados posteriormente algunos de ellos en institutos independientes. En su etapa final, tuvo un papel destacado en el desarrollo de la investigación sobre semiconductores en la URSS.

## Biografía

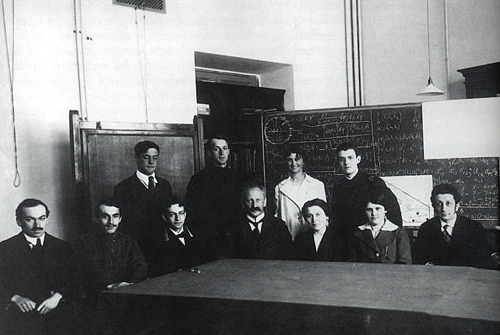
Seminario Ioffe en el Instituto Politécnico de San Petersburgo, 1915. Sentados, de izquierda a derecha: Yákov Frenkel; Nikolái Semiónov; A.P. Yúschenko; Abram Ioffe; A.R. Shmidt; I.K. Bobr; K.F. Néstruj; N.I. Dobronrávov. De pie, de izquierda a derecha: Piotr Kapitsa; Piotr Lukirski; M.V. Milovídova-Kirpichova; Yákov Dorfman.

Ioffe nació en una familia judía de clase media en la pequeña ciudad de Romny, Imperio Ruso (actualmente en la región de Sumy, Ucrania). Después de graduarse en el Instituto de Tecnología de San Petersburgo en 1902, pasó dos años como ayudante de Wilhelm Roentgen en su laboratorio de Múnich. Completó su doctorado en la Universidad de Múnich en 1905. 
Después de 1906, Ioffe trabajó en el Instituto Politécnico de San Petersburgo (desde 1924, Leningrado) donde finalmente obtuvo una plaza de profesor. En 1911 (independientemente de Millikan), determinó la carga del electrón, utilizando micropartículas metálicas cargadas en equilibrio con la gravedad mediante un campo eléctrico (descubrimiento publicado en 1913).
En 1911, Ioffe se convirtió al luteranismo y se casó con una mujer no judía. En 1913 obtuvo el magisterio de filosofía, y en 1915 el doctorado en física. En 1918, fue nombrado director de la División de Física y Tecnología en el Instituto Estatal de Radiología. Esta división se convirtió en 1917 en el Instituto Físico-Técnico de Leningrado (LPTI).
A comienzos de la década de 1930, la Fuerza de Defensa Antiaérea del Ejército Rojo manifestó la necesidad crítica de disponer de medios para detectar aeronaves enemigas. Numerosos institutos de investigación estuvieron trabajando sobre técnicas de radiolocación (localización radiofónica). La Academia de Ciencias de la URSS convocó una conferencia organizada por Ioffe en enero de 1934 para evaluar esta tecnología. El propio Ioffe publicó un informe sobre esta conferencia, revelando al mundo de la ciencia y la tecnología los fundamentos de lo que finalmente sería denominado "radar".
Cuando se inició el proyecto de bomba atómica soviético en 1942, Ioffe fue consultado para dirigir el esfuerzo técnico, pero rechazó el trabajo alegando la circunstancia de su elevada edad. Sin embargo, fue capaz de adivinar el enorme potencial del joven Ígor Kurchátov, confiándole la dirección del primer laboratorio nuclear. Durante la campaña de Stalin en 1950 contra los llamados "cosmopolitas sin raíces" (eufemismo para referirse a los judíos), Ioffe fue desposeído de sus cargos de Director del LPTI y del Consejo de Administración. Sin embargo, dos años después fue restituido a un cargo de responsabilidad, dirigiendo entre 1952 y 1954 el Laboratorio de Semiconductores de la Academia de Ciencias de la URSS, reorganizado en 1954 como Instituto de Semiconductores. Tras la muerte de Ioffe, el LPTI fue rebautizado en 1960 como Instituto Físico-Técnico Ioffe, convertido en uno de los principales centros de investigación de Rusia. 
Entre los alumnos de Ioffe figuran destacados físicos como Aleksandr Aleksándrov, Piotr Kapitsa, Isaac Kikoin, Ígor Kurchátov, Yákov Frenkel (Yakov Frenkel), Nikolái Semiónov, Léon Theremin, Borís Davýdov, y Lev Artsimóvich.

## Reconocimientos
- Premio Stalin (1942).

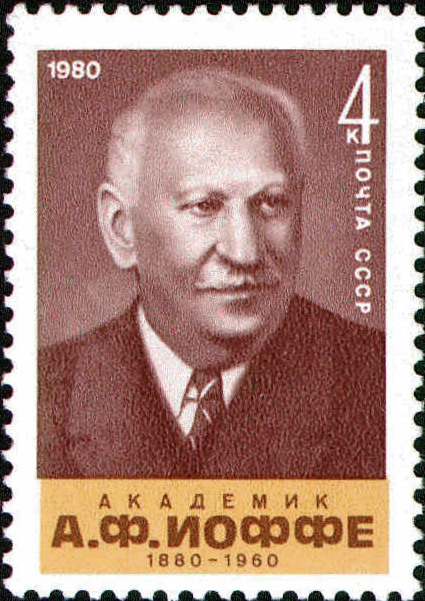
Abram Ioffe en un sello soviético, 1980.

- Héroe del Trabajo Socialista (1955)
- Premio Lenin (1960) (póstumamente).

## Eponimia
- El cráter lunar Ioffe lleva este nombre en su memoria.
- Instituto Físico-Técnico Ioffe recibió este nombre en su honor.
- Así mismo, el buque ruso de Investigación Oceanográfica y Polar Akadémik Ioffe, también lleva su nombre.
- El asteroide (5222) Ioffe lleva este nombre en su memoria.

## Patentes
- Patente USPTO n.º 1807292 "Dispositivo traductor".
- Patente U.S. sobre el efecto piezoeléctrico.